# Omikron Puppis
Omikron Puppis är en eruptiv variabel av Lambda Eridani-typ i stjärnbilden i Akterskeppet. 
Stjärnan har en visuell magnitud som varierar 4,45-4,48 med en period av 0,75 dygn eller 18 timmar.